# Monteagudo del Castillo
Monteagudo del Castillo es un municipio y localidad española de la provincia de Teruel, en la comunidad autónoma de Aragón. El término municipal, ubicado en la comarca de la Comunidad de Teruel, tiene una población de 43 habitantes (INE 2024).

## Geografía

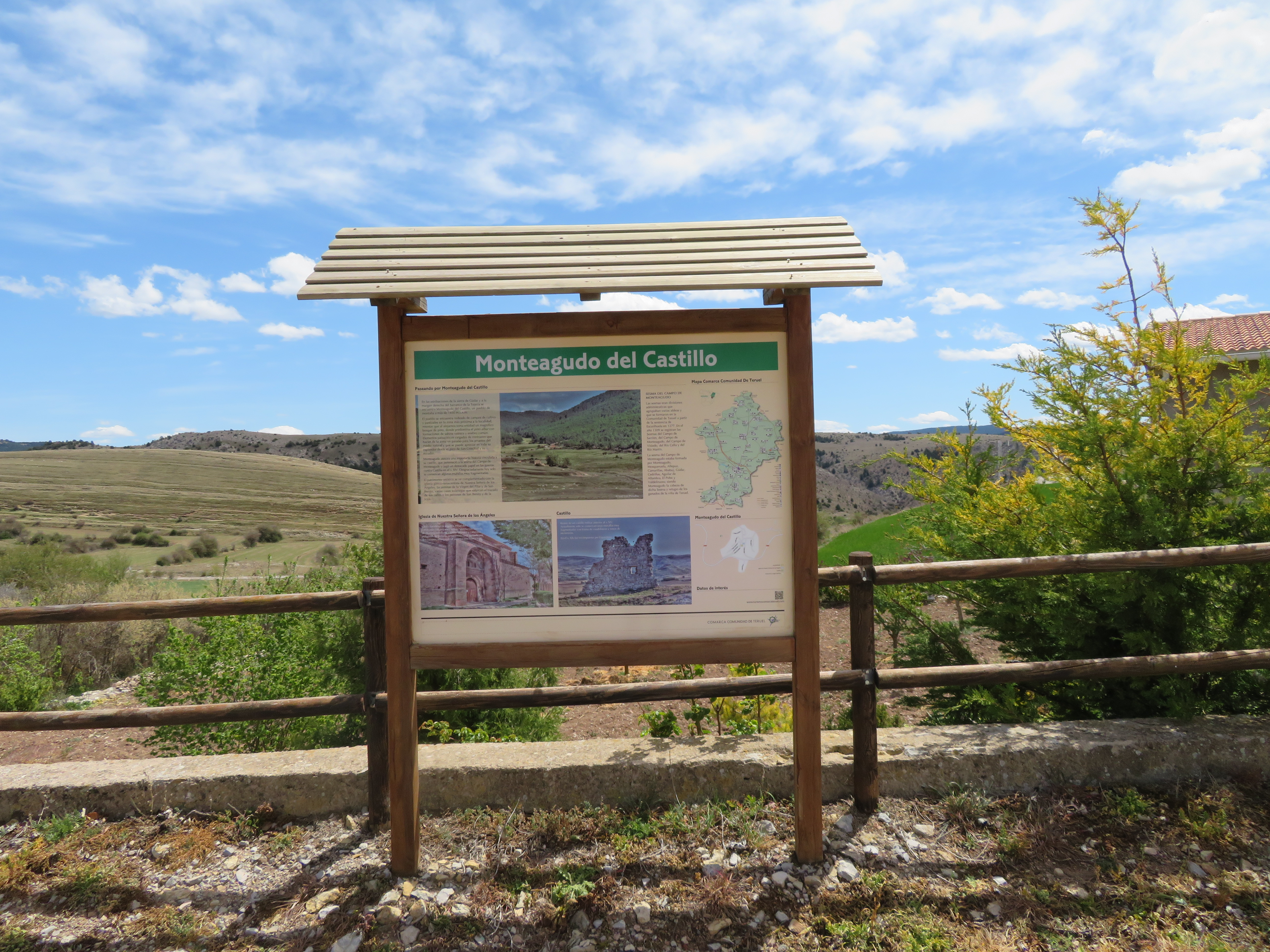
Monteagudo del Castillo

El pueblo se ubica en la comarca denominada Comunidad de Teruel, en la zona más septentrional de esta, lindando con la sierra de Gúdar y con la comarca del Maestrazgo.

## Historia
Durante la Edad Media y todo el Antiguo Régimen, hasta la división provincial de 1833, fue tierra de realengo, quedando encuadrada dentro de la comunidad de aldeas de Teruel en la sesma del Campo de Monteagudo.
A mediados del siglo XIX, el lugar tenía contabilizada una población de 389 habitantes. Aparece descrito en el decimoprimer volumen del Diccionario geográfico-estadístico-histórico de España y sus posesiones de Ultramar de Pascual Madoz de la siguiente manera:

MONTEAGUDO: l. con ayunt. en la prov. y dióc. de Teruel (6 leg.), part. jud. de Aliaga (4), aud. terr. de Zaragoza (22) y c. g. de Aragon. Se halla sit. á la falda de un antiguo cast. que le domina, con clima sumamente frio por la mucha nieve que hay en sus alturas, siendo las enfermedades mas comunes las afecciones pectorales. Se compone de unas 60 casas entre ellas la del ayunt., en cuyo local se encuentra la cárcel, un trinquete cubierto para el juego de pelota y la escuela de niños de instruccion primaria á la que concurren 26, estando el maestro dotado con la asignacion de 1,500 rs.; tiene una igl. parr. (Ntra. Sra. de los Angeles) servida por un curado entrada y de provision ordinaria; 5 ermitas muy próximas á la pobl. y un cementerio en buena posicion. Confina el térm. por el N. con el del Pobo; E. Allepuz, Gudar y Alcala; S. Cedrillas, y O. Sierra del Pobo; en él se encuentran diferentes manantiales de escelentes aguas, y 12 masias ó casas de campo. El terreno es montuoso y de mediana calidad; tiene un monte pinar llamado Cañadas del Saladar muy cuidado y bien conservado, de aprovechamiento comun entre los vecinos. Los caminos se encuentran en muy mal estado y conducen á los pueblos inmediatos. Tiene 2 correos semanales que los recibe de la adm. de Teruel. prod.: trigo llamado en el pais royo, candeal y morcacho, cebada, avena, patatas y muchas yerbas; hay ganado lanar y vacuno, con el que se cultiva la tierra, y caza de conejos, perdices y liebres. pobl. 97 vec.; 389 alm. riqueza imp.: 98,031 rs. El presupuesto municipal asciende á 3,000 rs. los cuales se cubren cu parte con el producto de propios y el déficit por reparto vecinal.
Sin embargo de que el cast. á cuyo pie está edificado el pueblo es de construccion antiquísima, estando sus obras casi del todo arruinadas, fueron recompuestas, en parte en el año de 1840 por mandado del duque de la Victoria y abastionado con viveros y una pequeña guarnicion, la que sostubo con todo valor una arremetida violenta de 3 batallones carlistas, que no consiguieron otro objeto, que dejarse ante sus muros unos 40 muertos, retirando una porcion de heridos.
(Madoz, 1848, p. 534)

Hasta la reforma de la nomenclatura municipal de 1916 el municipio se llamaba simplemente Monteagudo. En dicha fecha su nombre fue modificado por el de Monteagudo del Castillo.

## Demografía
Monteagudo del Castillo cuenta con una población de 43 habitantes (INE 2024).
| Gráfica de evolución demográfica de Monteagudo del Castillo entre 1842 y 2021 |
| |
| Población de derecho según los censos de población del INE Población de hecho según los censos de población del INEEn estos censos se denominaba Monteagudo: 1842, 1857, 1860, 1877, 1887, 1897, 1900 y 1910 |

## Administración y política
| Período   | Alcalde                      | Partido |  |
| --------- | ---------------------------- | ------- |  |
| 1979-1983 | Vicente Izquierdo Fuertes    | UCD     |  |
| 1983-1987 |                              |         |  |
| 1987-1991 |                              |         |  |
| 1991-1995 |                              |         |  |
| 1995-1999 |                              |         |  |
| 1999-2003 |                              |         |  |
| 2003-2007 |                              |         |  |
| 2007-2011 |                              |         |  |
| 2011-2015 | Luis Ignacio Lozano Cabañero | PP      |  |

| Partido político    | Partido político                                   | 2003   | 2007   | 2011   | 2015   |
| Partido político    | Partido político                                   | Ediles | Ediles | Ediles | Ediles |
|                     | Partido Popular de Aragón (PP)                     | 1      | 1      | 1      | 1      |
|                     | Partido de los Socialistas de Aragón (PSOE-Aragón) | —      | —      | —      | —      |
|                     | Partido Aragonés (PAR)                             | —      | —      | —      | —      |
| Total de concejales | Total de concejales                                | 1      | 1      | 1      | 1      |

## Patrimonio

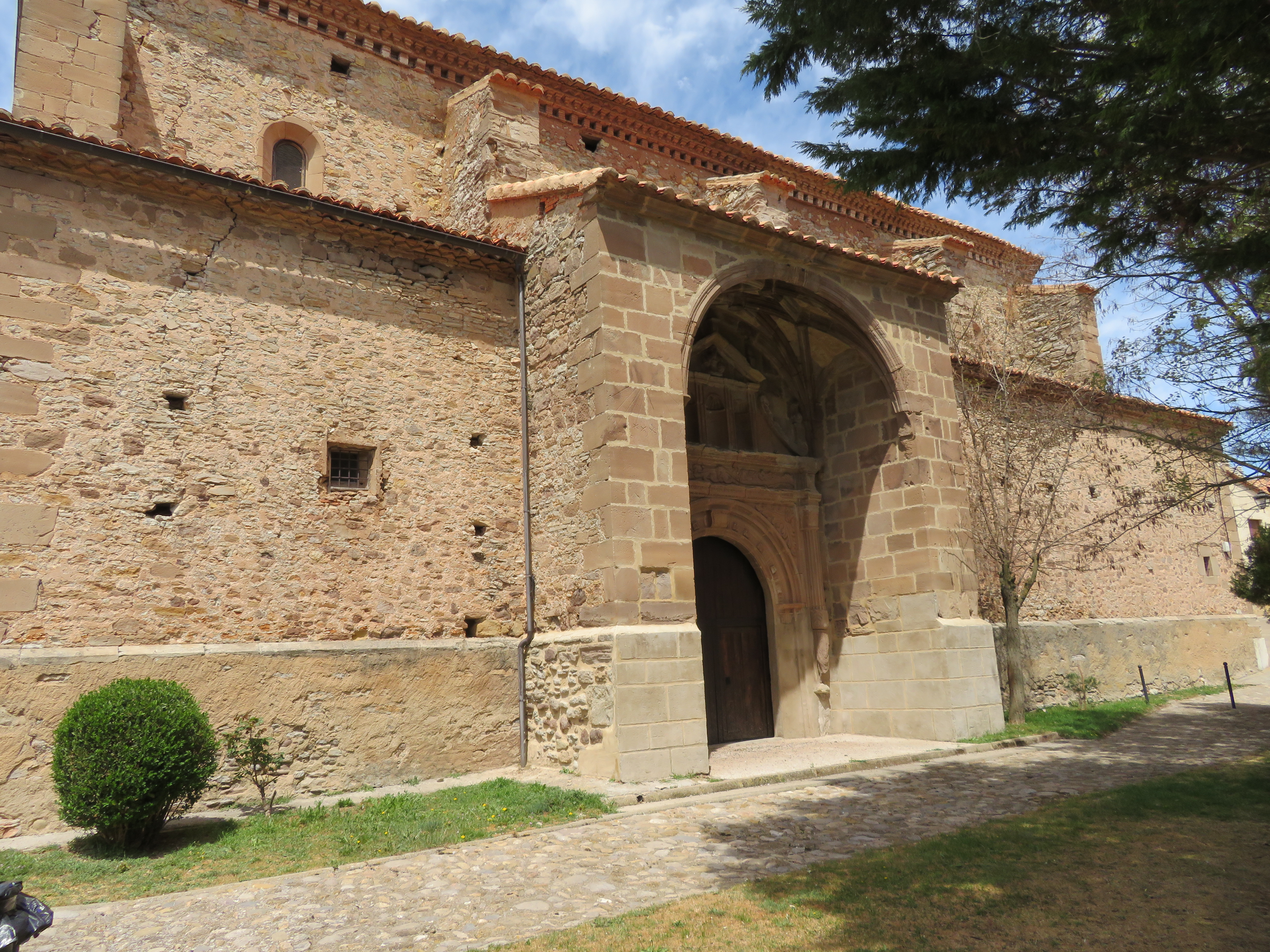
Iglesia de Nuestra Señora de los Ángeles

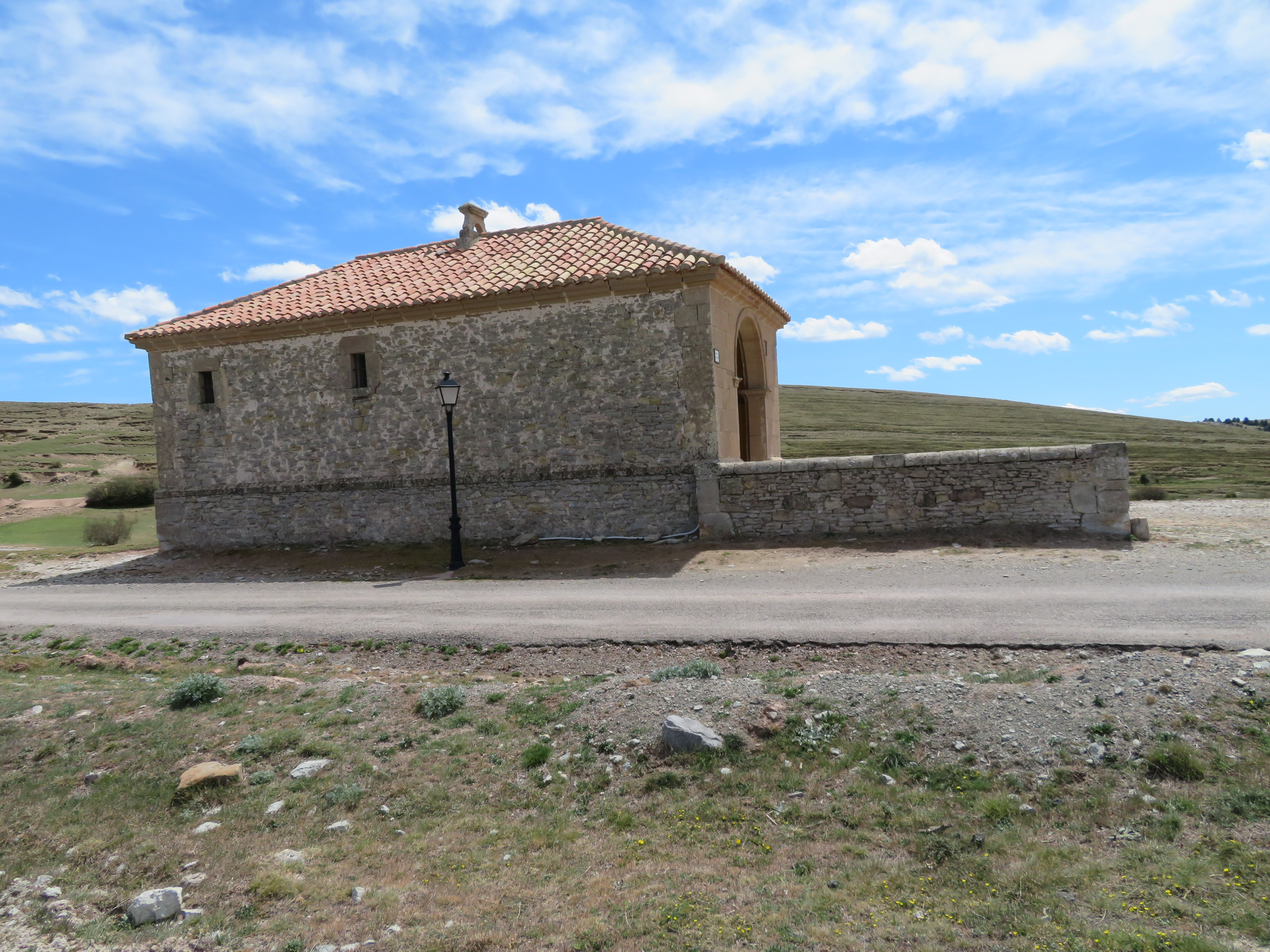
Ermita de la Virgen del Pilar

En la localidad hay una iglesia parroquial bajo la advocación de Nuestra Señora de los Ángeles.